# Orologio da trincea

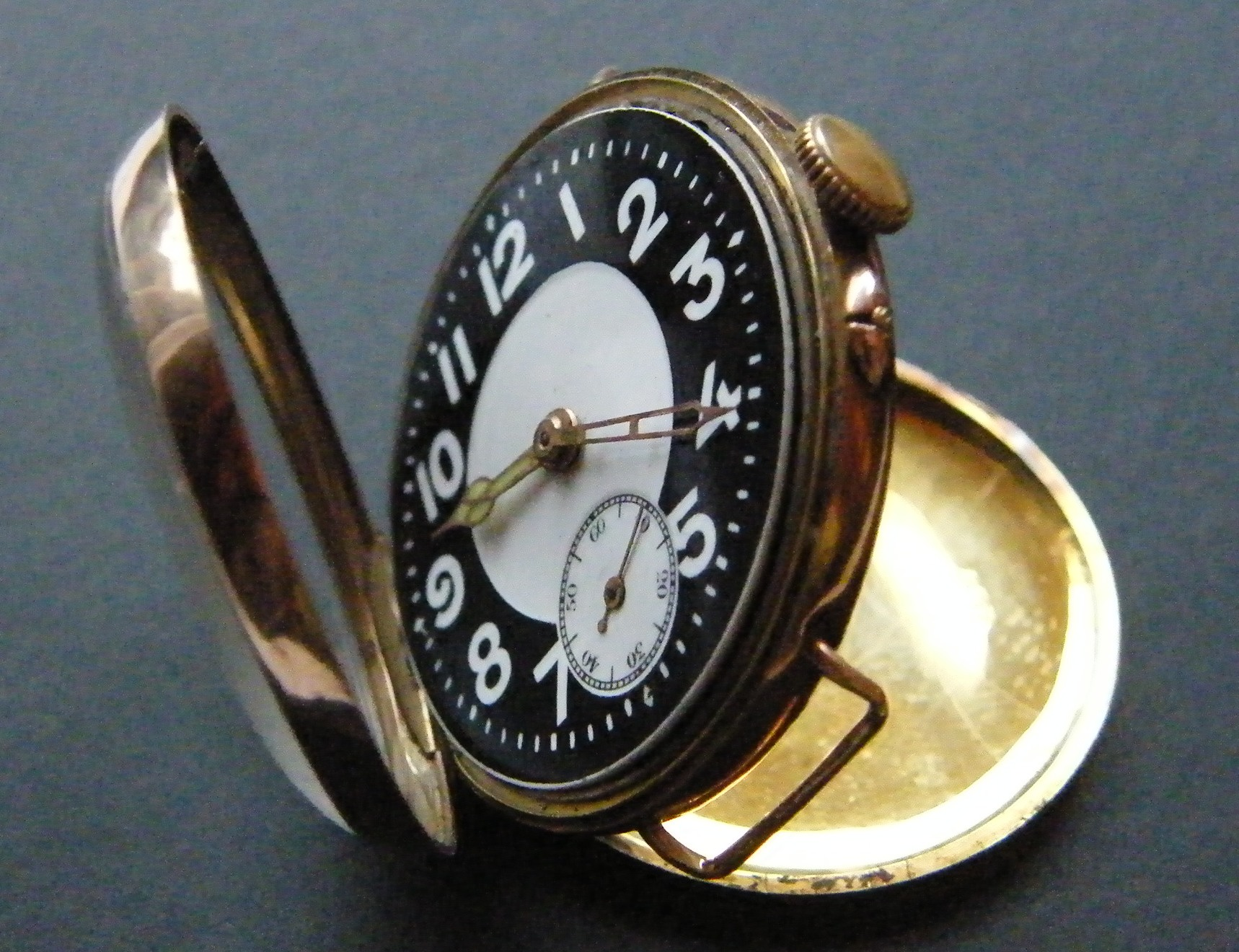

L'orologio da trincea era un tipo di orologio da polso entrato in uso nella prima guerra mondiale, ideato per sopperire alla poca praticità di utilizzo di quelli da taschino durante i combattimenti. Era una soluzione di transizione dall'orologio da tasca a quello da polso, che presentava caratteristiche di entrambi.

## Storia
Non si sa chi sia stato davvero ad adattare un orologio per indossarlo al polso. La prima serie di orologi maschili da polso ad hoc fu prodotta da Girard-Perregaux nel 1880 per la marina militare tedesca. Durante la Prima guerra mondiale molte società, tra le altre Omega e Longines, produssero orologi da polso per i combattenti. Questi orologi avevano uno stile praticamente identico, con quadrante smaltato, ampi numeri bianchi e lancette luminescenti per le ore. Spesso non riportavano il nome del costruttore, benché il movimento, originariamente progettato negli anni 1890 come orologio da signora da portare appeso a collane, fosse marcato "Swiss".

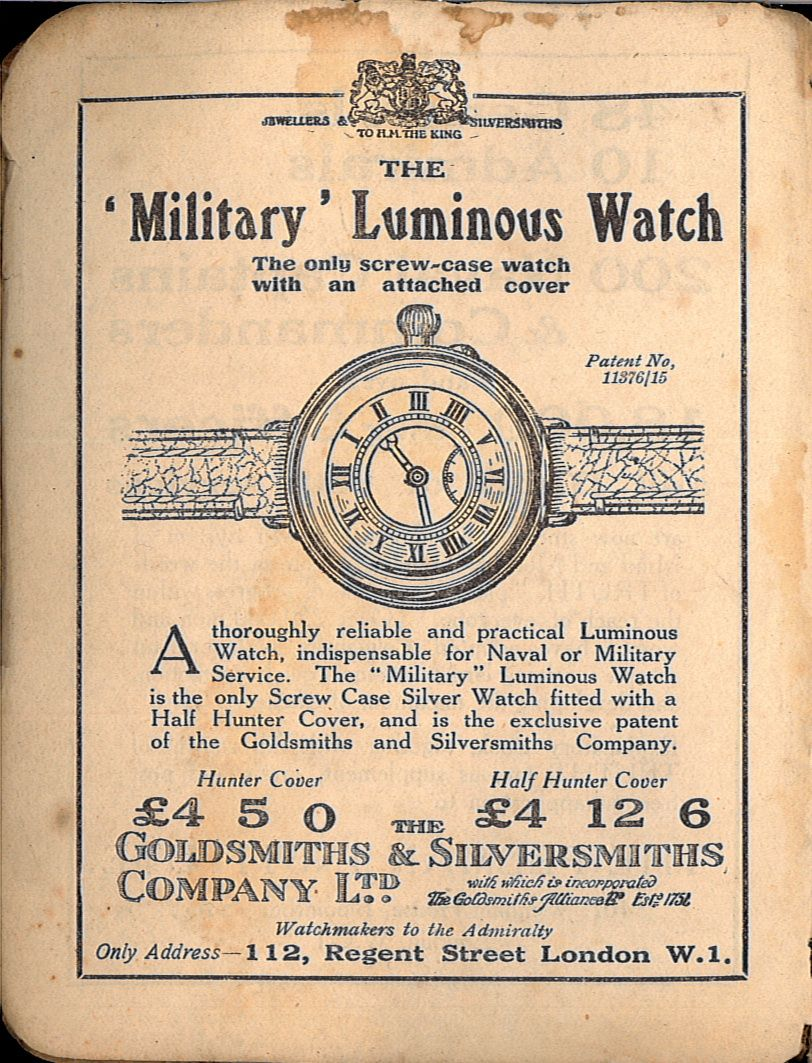

Dagli orologi da tasca questi strumenti ereditavano i coperchi incernierati frontalmente e posteriormente. Le fibbie per passare un cinturino assomigliavano a grossi fili agganciati alla classica forma tonda dell'orologio da tasca, più che alla parte integrata sulla cassa degli orologi da polso ("veri") successivi e moderni.
Si usò il nome "polsino" fino ai primi anni 1930, quando fu soppiantato dall'odierna denominazione "orologio da polso".